# Kalafatiónes
Kalafatiónes (Kalafationes) är en ort i Grekland.   Den ligger i prefekturen Nomós Kerkýras och regionen Joniska öarna, i den västra delen av landet, 400 km nordväst om huvudstaden Aten. Kalafatiónes ligger 154 meter över havet och antalet invånare är 457. Den ligger på ön Korfu.
Terrängen runt Kalafatiónes är platt norrut, men söderut är den kuperad. Havet är nära Kalafatiónes åt sydväst. Närmaste större samhälle är Korfu, 7,0 km nordost om Kalafatiónes. 